# Пелагіївська селищна рада
Пелагіївська се́лищна ра́да — орган місцевого самоврядування у складі Торезької міської ради Донецької області. Адміністративний центр — селище міського типу Пелагіївка.

## Загальні відомості
- Територія ради: 17 км²
- Населення ради: 17891 особа (станом на 1 січня 2011 року)

## Населені пункти
Селищній раді підпорядковані населені пункти:
- смт Пелагіївка

## Склад ради
Рада складається з 30 депутатів та голови.
- Голова ради: Борисенко Олександр Олександрович
- Секретар ради: Панібратченко Тетяна Адольфівна

### Керівний склад попередніх скликань
| ПІБ                               | Основні відомості                                                        | Дата обрання | Дата звільнення |
| --------------------------------- | ------------------------------------------------------------------------ | ------------ | --------------- |
| Борисенко Олександр Олександрович | Селищний голова, 1955 року народження, освіта вища, член Партії регіонів | 26.03.2006   | 31.10.2010      |
| Борисенко Олександр Олександрович | Селищний голова, 1955 року народження, освіта вища, член Партії регіонів | 31.10.2010   |                 |

Примітка: таблиця складена за даними джерела

### Депутати
За результатами місцевих виборів 2010 року депутатами ради стали:

#### За суб'єктами висування
| Суб'єкт висування | Кількість обраних депутатів | %    |
| ----------------- | --------------------------- | ---- |
| Партія регіонів   | 25                          | 83,3 |
| Самовисування     | 5                           | 16,7 |

#### За округами
| № округу        | Прізвище, ім'я, по батькові     | Дата визнання обраним | Освіта         | Партійна приналежність                                                     | Відомості про обраного депутата |
| --------------- | ------------------------------- | --------------------- | -------------- | -------------------------------------------------------------------------- | --- |
| Партія регіонів |                                 |                       |                |                                                                            | |
| 2               | Ступак Галина Миколаївна        | 01.11.2010            | Освіта середня | позапартійна                                                               | ТОВ"Донбаський збагачувальний комбінат", майстер                                                                                          |
| 3               | Фесенко Дмитро Олександрович    | 01.11.2010            | Освіта вища    | позапартійний                                                              | Відокремлений підрозділ "Шахта «Прогрес» державного підприємства «Торезантрацит», прохідник ділянці № 3                                   |
| 4               | Лаврентик Сергій Михайлович     | 01.11.2010            | Освіта середня | позапартійний                                                              | Відокремлений підрозділ "Шахта «Прогрес» державного підприємства «Торезантрацит», гірноробочий очисного забою дільниці № 3                |
| 5               | Васякін Олександр Григорович    | 01.11.2010            | Освіта вища    | член Партії регіонів                                                       | Торезький психоневрологічний інтернат з дитячим відділенням, директор                                                                     |
| 6               | Гончарук Любов Іванівна         | 01.11.2010            | Освіта вища    | член Партії регіонів                                                       | Загальноосвітня школа І-ІІІ ст. № 18, вчитель фізичної культури                                                                           |
| 7               | Степанова Ірина Миколаївна      | 01.11.2010            | Освіта середня | позапартійна                                                               | Дошкільний навчальний заклад № 31, завгосп                                                                                                |
| 8               | Роговнін Руслан Олександрович   | 01.11.2010            | Освіта середня | позапартійний                                                              | Відокремлений підрозділ "Шахта «Прогрес» державного підприємства «Торезантрацит», прохідник дільниці № 3                                  |
| 9               | Григор'єв Денис Олександрович   | 01.11.2010            | Освіта середня | позапартійний                                                              | Відокремлений підрозділ "Шахта «Прогрес» державного підприємства «Торезантрацит», гірничий майстер дільниці північний вентиляційний ствол |
| 10              | Батракова Тетяна Миколаївна     | 01.11.2010            | Освіта середня | позапартійна                                                               | Комунальне підприємство «Жилкомунсервіс» житлово-єксплуатаційне підприємство № 3, начальник                                               |
| 11              | Сулханішвілі Наталя Степанівна  | 01.11.2010            | Освіта середня | позапартійна                                                               | пенсіонер |
| 12              | Затолоцький Микола Миколайович  | 01.11.2010            | Освіта середня | член Партії регіонів                                                       | пенсіонер |
| 13              | Урутін Олександр Борисович      | 01.11.2010            | Освіта середня | член Партії регіонів                                                       | Комунальне підприємство «Світанок Пелагіївки», директор                                                                                   |
| 14              | Медяник Світлана Юріївна        | 01.11.2010            | Освіта вища    | член Партії регіонів                                                       | Загальноосвітня школа І-ІІІ ст. № 8, вчитель історії                                                                                      |
| 15              | Карпачова Наталя Борисівна      | 01.11.2010            | Освіта вища    | позапартійна                                                               | Комунальне підприємство «Світанок Пелагіївки», майстер                                                                                    |
| 17              | Тюріна Людмила Анатоліївна      | 01.11.2010            | Освіта середня | член Партії регіонів                                                       | клуб ім. Кірова, директор |
| 18              | Панібратченко Тетяна Адольфівна | 01.11.2010            | Освіта вища    | член Партії регіонів                                                       | Пелагіївська селищна рада, секретар |
| 19              | Автономов Євген Олексійович     | 01.11.2010            | Освіта вища    | член Партії регіонів                                                       | Шахтарська виконавча дирекція з ліквідації шахт «Ліквідуєма шахта № 3-біс», охоронець                                                     |
| 20              | Баянова Надія Василівна         | 01.11.2010            | Освіта середня | член Партії регіонів                                                       | Пелагіївська селищна рада, інспектор військово-облікового столу                                                                           |
| 21              | Ємельяненко Тетяна Валеріївна   | 01.11.2010            | Освіта середня | позапартійна                                                               | дошкільний навчальний заклад № 31, вихователь                                                                                             |
| 23              | Бобришева Ольга Олексіївна      | 01.11.2010            | Освіта середня | позапартійна                                                               | Торезький психоневрологічний інтернат з дитячим відділенням, культорганізатор                                                             |
| 25              | Топорова Світлана Федорівна     | 01.11.2010            | Освіта вища    | позапартійна                                                               | Дебальцівська дирекція залізничних перевезень станція Пелагіївський, начальник станції                                                    |
| 26              | Анічин Юрій Миколайович         | 01.11.2010            | Освіта вища    | член Партії регіонів                                                       | Шахтарська виконавча дирекція з ліквідації шахт "Ліквідуєма шахта «Лісна», начальник дільниці                                             |
| 27              | Котова Світлана Іванівна        | 01.11.2010            | Освіта вища    | член Партії регіонів                                                       | Міська лікарня № 4, лікар-терапевт |
| 28              | Дейнека Олена Леонідівна        | 01.11.2010            | Освіта середня | член Партії регіонів                                                       | Шахтарська виконавча дирекція з ліквідації шахт "Ліквідуєма шахта «Лісна», майстер поверхового комплексу                                  |
| 30              | Гапонова Олена Іванівна         | 01.11.2010            | Освіта вища    | член Партії регіонів                                                       | Пелагіївська селищна рада, головний бухгалтер                                                                                             |
| Самовисування   |                                 |                       |                |                                                                            | |
| 1               | Заіка Ігор Олександрович        | 01.11.2010            | Освіта вища    | член Партії регіонів                                                       | ТОВ"Донбаський збагачувальний комбінат", виконувач обов'язків генерального директора                                                      |
| 16              | Солянкін Анатолій Вікторович    | 11.07.2011            | Освіта вища    | член Партії регіонів                                                       | Шахтарська виконавча дирекція з ліквідації шахт «Ліквідуєма шахта № 3», головний енергетик                                                |
| 22              | Конопльова Людмила Олексіївна   | 01.11.2010            | Освіта середня | позапартійна                                                               | ТОВ «Тандем 2006», пробоотбірник |
| 24              | Потовіченко Сергій Миколайович  | 01.11.2010            | Освіта середня | член Партії регіонів                                                       | пенсіонер |
| 29              | Пустовіт Віктор Михайлович      | 12.09.2011            | позапартійний  | Шахтарська виконавча дирекція з ліквідації шахт "Ліквідуєма шахта «Лісова» | підземний електрослюсар |